# Bösel
Bösel är en kommun och ort i Landkreis Cloppenburg i förbundslandet Niedersachsen i Tyskland.